# Estación de Charenton - Écoles
Charenton - Écoles (en español: Charenton - Escuelas) de su nombre completo Charenton - Écoles - Place Aristide Briand, es una estación del metro de París situada en la comuna de Charenton-le-Pont, al sur de la capital. Pertenece a la línea 8 de la cual fue unos de sus terminales entre 1942 y 1970. 

## Historia
Fue inaugurada el 5 de octubre de 1942 con la llegada a Charenton-le-Pont de la línea 8. 

## Descripción
Se compone de dos andenes laterales y de dos vías.
En dirección Créteil es la última estación clásica de la línea. Está diseñada en bóveda elíptica revestida completamente de los habituales azulejos blancos biselados, con la única excepción del zócalo que es de color marrón, el mismo color que emplean los marcos de los paneles publicitarios que emplean adornos en su parte superior. Su iluminación ha sido renovada empleando el modelo vagues (olas) con estructuras casi adheridas a la bóveda que sobrevuelan ambos andenes proyectando la luz principalmente hacia arriba. La señalización, por su parte, utiliza la tipografía CMP, donde el nombre de la estación aparece sobre un fondo de azulejos azules en letras blancas. Por último, los asientos de la estación son rojos, individualizados y de tipo Motte.